# Forbes River
Forbes River är ett vattendrag i Australien. Det ligger i delstaten New South Wales, i den sydöstra delen av landet, omkring 290 kilometer norr om delstatshuvudstaden Sydney.
I omgivningarna runt Forbes River växer i huvudsak städsegrön lövskog. Runt Forbes River är det glesbefolkat, med 17 invånare per kvadratkilometer. Genomsnittlig årsnederbörd är 1 861 millimeter. Den regnigaste månaden är februari, med i genomsnitt 385 mm nederbörd, och den torraste är oktober, med 27 mm nederbörd.